# Steuerharmonisierung
Steuerharmonisierung bezeichnet das Bestreben verschiedener, oft benachbarter Staaten, ihre Steuersysteme einander anzugleichen, um damit einen Steuerwettbewerb zu vermeiden und/oder die Schaffung eines Binnenmarktes zu erleichtern.

## Steuerharmonisierung in der EU
Der ECOFIN-Rat beschäftigt sich unter anderem mit der Steuerpolitik der Europäischen Union. Oftmals zentrales Thema ist die Steuerharmonisierung in der EU. Ziel ist es, langfristig den Steuerwettbewerb zwischen den EU-Mitgliedsstaaten zu beseitigen und eine gleichmäßige Besteuerung innerhalb der EU zu ermöglichen.
Bislang gibt es dennoch keine verbindlichen Regelungen, wohl aber eine Absichtserklärungen: Im Jahre 1997 verständigten sich die Mitglieder auf folgende Punkte
1. Geltende steuerliche Maßnahmen, die als schädlicher Steuerwettbewerb einzustufen sind, zurückzunehmen
2. Künftig keine derartigen Maßnahmen mehr zu treffen („Stillhalteverpflichtung“).[1]

Mit dem Beitritt der osteuropäischen Staaten (EU-Osterweiterung am 1. Mai 2004) wurde die Steuerharmonisierung innerhalb der EU aber in weite Ferne gerückt. Die neuen Beitrittsländer versuch(t)en, durch niedrige Steuern ihre Position als Unternehmensstandort innerhalb der EU zu verbessern und einen Wirtschaftsaufschwung zu erreichen, der das Wohlstandsniveau ihres Landes möglichst schnell Richtung EU-Durchschnittsniveau bringen sollte. 
Die Europäische Kommission ist und bleibt bestrebt, die Steuersysteme der EU-Mitgliedstaaten einander anzugleichen und grenzüberschreitende Steuerprobleme zu beseitigen. Im Dezember 2010 hat die Kommission hierzu eine Mitteilung vorgelegt, in der sie u. a. Vorschläge unterbreitet, wie steuerliche Probleme bei grenzüberschreitenden Erbschaftsangelegenheiten beseitigt oder die Doppelbesteuerung von Kraftfahrzeugen vermieden werden können. Außerdem hat die Kommission nationale Behörden und Interessenvertreter zu einem Dialog darüber aufgefordert, wie Steuerverfahren weiter vereinfacht werden können.
Die EU strebt zudem eine Fiskalunion an. Angesichts der Eurokrise (insbesondere der griechischen Finanzkrise) steht dieses Thema seit 2009/2010 weit oben auf der politischen Agenda.

## Formelle Steuerharmonisierung in der Schweiz
Die Steuerharmonisierung bezeichnet Bestrebungen in der Schweiz zur Vereinheitlichung der Steuern. Diese beschränken sich bislang weitgehend auf die formelle Harmonisierung, also die Harmonisierung des Verfahrens, nicht aber der materiellen, also der inhaltlichen Vereinheitlichung. Durch den ausgeprägten Föderalismus in der Schweiz existieren 27 verschiedene Steuergesetze inklusive der des Bundes. Gemäss Art. 129 der Schweizerischen Bundesverfassung ist der Bund berechtigt und verpflichtet, Grundsätze der Besteuerung im Bereich der direkten Steuern zu erlassen. Gestützt auf diese Kompetenz hat der Bund 1990 das Steuerharmonisierungsgesetz erlassen, das am 1. Januar 1993 in Kraft trat. Dies enthält entsprechend dem Verfassungsauftrag Bestimmungen über die Steuerpflicht, den Gegenstand und die zeitliche Bemessung von Steuern, das Verfahrensrecht und das Steuerstrafrecht, die für die Kantone und Gemeinden bindend sind.
Das StHG regelt viele Fragen nicht abschliessend, sodass den Kantonen nach wie vor ein grosser Spielraum bei der Ausgestaltung ihrer Steuergesetze verbleibt. In Übereinstimmung mit der Generalklausel zugunsten der Kantone (Art. 3 BV) gilt in diesen vom StHG nicht geregelten Bereichen kantonales Recht (Art. 1 Abs. 3 StHG). Zwingend bei den Kantonen verbleibt gemäss Art. 129 BV insbesondere die Festlegung der Steuertarife, Steuersätze und Steuerfreibeträge. Abschliessend ist im StHG hingegen geregelt, welche direkte Steuern die Kantone erheben dürfen. Namentlich dürfen die Kantone die folgenden Steuern unter den vom StHG vorgegebenen Bedingungen erheben:
- Die Einkommenssteuer für natürliche Personen
- Die Vermögensteuer für natürliche Personen
- Die Grundstückgewinnsteuer für natürliche Personen und wahlweise auch juristische Personen
- Die Gewinnsteuer für juristische Personen
- Die Kapitalsteuer für juristische Personen
- Die Quellensteuern für bestimmte natürliche und juristische Personen